# Live at Wembley (Alter Bridge)
| Recensione | Giudizio |
| ---------- | -------- |
| AllMusic   |          |

Live at Wembley è il secondo album dal vivo del gruppo musicale statunitense Alter Bridge, pubblicato il 26 marzo 2012 dalla Roadrunner Records.

## Descrizione
È stato registrato durante il primo concerto tutto esaurito tenuto dal gruppo presso la Wembley Arena di Londra il 29 novembre 2011,
La versione video è stata diretta e prodotta da Daniel E. Catullo III, che aveva lavorato con il gruppo al primo album video Live from Amsterdam.

## Promozione
Il trailer ufficiale di Live at Wembley è stato pubblicato sul canale YouTube degli Alter Bridge il 5 gennaio 2012. Prima dell'uscita sono state caricate sul canale Youtube ufficiale della DC3 tre performance estratte dal concerto (Blackbird, I Know It Hurts e Couer d'Alene). Il cantante Myles Kennedy ha definito il concerto di Wembley come il coronamento di un sogno e «qualcosa di pazzesco». Kennedy ha voluto dedicare l'esibizione a Freddie Mercury, storico frontman dei Queen.
Una versione 3D è stata lanciata nell'estate del 2012 in Blu-ray e nei cinema selezionati. È stata pubblicata anche una versione deluxe contenente un secondo DVD con un documentario chiamato Road to Wembley e una galleria fotografica.

## Tracce

### CD
Testi e musiche di Alter Bridge, eccetto dove indicato.
1. Slip to the Void – 4:50
2. Find the Real – 4:52 (Mark Tremonti, Myles Kennedy)
3. Ghost of Days Gone By – 4:25
4. Come to Life – 3:55
5. All Hope Is Gone – 4:47
6. Metalingus – 5:30 (Mark Tremonti, Myles Kennedy)
7. I Know It Hurts – 5:03
8. Coeur d'Alene – 4:41
9. Blackbird – 10:02 (John Lennon, Paul McCartney, Alter Bridge) – contiene un estratto di Blackbird dei Beatles
10. Wonderful Life (Acoustic Version) – 3:00
11. Watch Over You (Acoustic Version) – 4:07
12. Ties That Bind – 3:45
13. Jazz Tease/Isolation – 6:58
14. Dueling Guitar Solos - Kennedy vs. Tremonti/Rise Today – 10:46

### DVD
1. Slip to the Void
2. Find the Real (Mark Tremonti, Myles Kennedy)
3. Ghost of Days Gone By
4. Before Tomorrow Comes
5. Come to Life
6. All Hope Is Gone
7. White Knuckles
8. Brand New Start
9. Metalingus (Mark Tremonti, Myles Kennedy)
10. Broken Wings (Tremonti)
11. I Know It Hurts
12. One Day Remains (Mark Tremonti, Myles Kennedy)
13. Coeur d'Alene
14. Buried Alive
15. Blackbird (John Lennon, Paul McCartney, Alter Bridge) – contiene un estratto di Blackbird dei Beatles
16. Wonderful Life (Acoustic Version)
17. Watch Over You (Acoustic Version)
18. Ties That Bind
19. Jazz Tease/Isolation
20. Open Your Eyes (Mark Tremonti, Myles Kennedy)
21. Dueling Guitar Solos - Kennedy vs. Tremonti (musica: Mark Tremonti, Myles Kennedy)
22. Rise Today

## Formazione
Gruppo
- Myles Kennedy – voce, chitarra
- Mark Tremonti – chitarra, voce
- Brian Marshall – basso
- Scott Phillips – batteria

Altri musicisti
- Ian Keith – chitarra aggiuntiva in One Day Remains

Produzione
- Daniel E. Catullo III – regia, produzione
- Lionel Max Pasamonte II – produzione
- Chris Labarbara, Stuart Margolis, Paul Geary, Steve Wood – produzione esecutiva
- Brian Sperber – missaggio
- Chris Gendrin, Noah Berlow, Brian Katowski – montaggio
- Ted Kenney – direzione 3D
- Rudy Schlacher, Marianna Schlacher, David Chiesa, Carl Schlacher – produttori esecutivi 3D